# 仲邑菫
仲邑菫（日语：／ Nakamura Sumire，2009年3月2日—），韩国棋院客座棋士、职业围棋四段，出身于日本大阪府大阪市。父亲为日本围棋职业棋手仲邑信也九段，母亲为围棋指导员仲邑幸。2019年1月5日经过日本棋院“英才特别推荐制度”入段，2019年4月1日正式成为职业棋手 ，係日本历史上年龄最小的职业棋手。2023年2月在女流棋圣战中击败上野爱咲美，取得女流棋圣头衔，成为史上最年轻的头衔持有者。2024年3月，由日本棋院东京本院转会至韩国棋院。

## 入段前
仲邑菫2009年3月2日出生于东京都，3岁开始学棋。2016年9月获得第35届朝日·关西业余女子围棋名人战A1组冠军。 2017年4月至12月为关西棋院院生，2018年1月前往韩国韩钟振道场学棋，2018年4月成为韩国棋院院生。2018年7月获得第4届熊猫女子围棋锦标赛冠军。 2018年12月13日参加日本棋院“英才特别推荐制度”测试，与张栩名人对局。本局仲邑菫执黑，白棋倒贴6目，最终弈成和棋。 2019年1月5日，经日本棋院的6名七大头衔持有者和国家队教练员一致同意，日本棋院公布仲邑菫通过测试， 仲邑菫遂成为日本首位通过“英才特别推荐制度”测试入段的棋手，也成为日本历史上年龄最小的职业棋手。
日本棋院公布仲邑菫通过“英才特别推荐制度”入段的消息后，引起各国棋界关注，亦有多位世界著名棋手与仲邑菫进行对弈。
2019年1月6日，持有五头衔的井山裕太让先与仲邑菫对弈，仲邑菫一度优势但最终被井山攻击下失手，上方大片被吃，弈至170手在仲邑菫形势不利的情况下打挂。井山裕太称赞：“相信她今后会成为了不起的棋手。在不久的将来，相信可以站在更大的舞台进行对局，今天就希望她能继续加油。” 井山裕太还表示：“这个才能是我之前所没有看到过的。和自己9岁的时候完全不能比较。感觉这个才能可以争夺天下。”在网上观看本局的前名人依田纪基九段在社交媒体上也表示：“真的是天才。难以相信9岁就能下出这样的棋局。”
2019年1月23日，仲邑菫受先与韩国女棋手崔精九段举行“英才·顶尖对决”，弈至180手仲邑菫投子认负。崔精表示：“这盘棋或许没有发挥出自己应有的实力，但是可以感受到她的潜能还是很大的。对自己的能力抱有信心，这一点和我很像。……听说很多人对她抱有强烈的期望。可以感受到她的负担很大，但还是希望她能克服困难继续加油。”
2019年1月30日，仲邑菫在韩国电视节目“K围棋”电视台春节特别节目中，与韩国“围棋皇帝”曹薰铉对弈，该节目与2019年2月3日播出。虽然仲邑菫经过192手后中盘认负，曹薰铉评价：“基本功比我年轻时更扎实。如果她继续努力，将取得巨大的成功。但是，（成为职业棋手后，取胜）将变得更加困难。仅仅靠学习还不能够取胜，必须有自己的东西。成为职业棋手后，刚开始或许连战连败，但是，不要为此沮丧。要努力学习，并发展出自己的东西。”
2019年2月20日，仲邑菫受先与台湾女棋手黑嘉嘉七段对弈，弈至228手仲邑菫投子认负。

## 职业生涯

### 2019年
2019年4月22日龙星战预赛，为仲邑菫首场正式职业比赛，仲邑菫经过174手苦战，执黑负于同年入段的大森兰初段。 2019年5月21日，仲邑菫首次参加世界大赛预选赛，在第四届MLILY夢百合杯世界圍棋公開賽预选赛首轮负于王晨星。 2019年7月8日，仲邑菫在女子棋圣战预赛逆转击败田中智惠子四段，取得职业比赛首胜。 2019年10月10日，仲邑菫以外卡身份参加第四届MLILY夢百合杯世界圍棋公開賽，首次参加世界大赛，执白中盘负于中国棋手李轩豪七段，止步64强。 2019年11月7日，仲邑菫在十段战预赛中执黑中盘胜种村小百合二段，职业比赛累计达到10胜。
自2019年9月起，中国重要围棋赛事直播平台腾讯野狐围棋，对仲邑菫每一局对局都进行棋谱直播。

### 2023年
2月、仲邑堇战胜上野愛咲美，以13岁零341天的年龄夺得自己首个女流头衔——女流棋聖戰，也大幅刷新了日本的最年轻夺冠记录（之前是藤泽里菜15岁9个月夺得女流立葵杯）。
9月、宣布以"客座棋手"申请转会韩国棋院。仲邑堇成为首位转会到海外棋院的日本棋手。

## 升段履历
- 2019年4月1日在日本棋院入段
- 2021年3月16日升上二段
- 2022年10月升上三段
- 2024年3月4日韩国棋院三段
- 2025年1月7日韩国棋院四段

## 国际比赛成绩
| 赛事     | 2019 | 2020 | 2021 | 2022 | 2023 | 2024 |
| -------- | ---- | ---- | ---- | ---- | ---- | ---- |
| 应氏杯   | —    | ×    | —    | —    | —    | ×    |
| 三星杯   | ×    | ×    | ×    | 16強 | ×    | ×    |
| LG杯     | ×    | ×    | ×    | ×    | ×    | ×    |
| 春兰杯   | —    | ×    | —    | ×    | —    | ×    |
| 梦百合杯 | 64强 | —    | —    | —    | ×    | —    |
| 亚洲杯   | ×    | 停辦 | 停辦 | 停辦 | 停辦 | 停辦 |
| 女子限定 |      |      |      |      |      |      |
| 兵聖杯   | ×    | 停辦 | 停辦 | 停辦 | 停辦 | 停辦 |
| 吳清源杯 | ×    | ×    | 16強 | 24強 | 24強 | ×    |
| 扇興杯   | ×    | —    | ×    | 8強  | 4強  | ×    |
| 黃龍士杯 | —    | —    | —    | —    | —    | ×    |

- 注1：某些赛事的比赛时间，由本赛开始至完结，可跨年进行。默认情况下按照本赛开始日期的年份计算
- 注2：浅绿背景指赛事在现时所有比赛日程未完结或仍在进行中
- 注3：× 代表未打进淘汰赛或未参加；- 代表当年并没有举办
- 注4：斜体字意味着进入本赛后未赢一场